# Łączki (Sielnica)
Łączki – część wsi Sielnica w Polsce położona w województwie podkarpackim, w powiecie przemyskim, w gminie Dubiecko nad Sanem.
W latach 1975–1998 Łączki administracyjnie należały do województwa przemyskiego.